# De tuin der folteringen
De Tuin der Folteringen (Le Jardin des supplices) is een Franse roman van Octave Mirbeau (1899).
Octave Mirbeau : « Ik draag dit boek, een  verslag van moorddadige bloeddorst op aan de priesters, aan de soldaten, aan de rechters, aan de mannen, die de mensheid opvoeden, richtlijnen geven en regeren. »

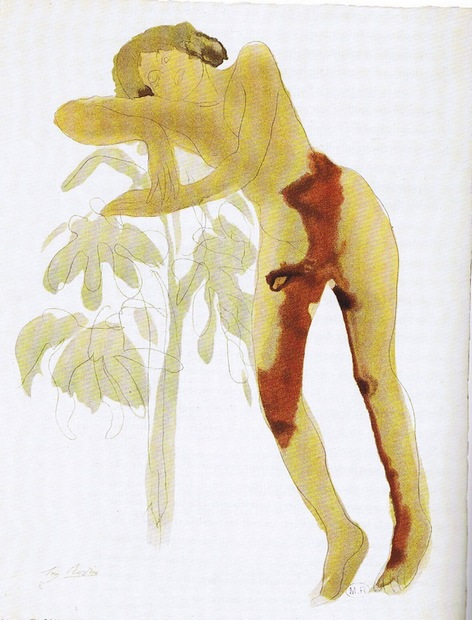
Auguste Rodin, Le Jardin des supplices, Ambroise Vollard, 1902

## Samenvatting
In De Tuin der Folteringen laat hij een politiek gestrande, cynische intellectueel een reis ondernemen naar de tropen, waar de blanke supermensen uit Europa immers hun nieuwe beschaving brengen. Hij belandt in het gezelschap van femme fatale Clara, een Engelse reizigster die gefascineerd is door het folteren, dat in de Tuin samengaat met de meest exquise bloempracht.
Deze roman is een wonderlijk samenraapsel, een collage van teksten die geheel los van elkaar zijn ontstaan, op verschillende tijdstippen en in verschillende stijlen zijn geschreven en verschillende personages hebben. Het is dan ook onmogelijk dit werk onder één noemer te vangen; het is tegelijkertijd een initiatieroman, een metafoor voor het gruwelijke menselijke bestaan, een veroordeling van alle maatschappijvormen — die alleen leren moorden en niets doen om het moorden tegen te gaan, een aanklacht tegen het Franse en Engelse kolonialisme dat hele werelddelen tot “tuinen der folteringen” maakt, het ter discussie stellen van de zogenaamde westerse beschaving en de normen en waarden waar deze prat op gaat. Anderzijds is het boek ook vol humor, al is die inkt- en inktzwart.

## Citaten
- Over De Tuin der Folteringen schreef de door Mirbeau hevig verdedigde, in Engeland vervolgde Oscar Wilde: 'Als je eens een verschrikkelijk boek wilt lezen, bestel dan Octave Mirbeau Le Jardin des supplices. Dat is iets heel ergs, het siddert van sadistische vreugde aan het folteren. Dat stuit me zeer tegen de borst. Niettemin vind ik het wonderbaarlijk. Zijn ziel schijnt uitgezworven naar sinistere oorden...'

- Leo Tolstoj : 'Een psychologisch en literair curiosum waaruit we de meest verderfelijke hartstochten kunnen leren kennen. Door deze gruwelijke maar heilzame catharsis kunnen we ons temeer wapenen tegen onze egoïstische en sadistische wellust.'

- Mario Praz : 'Een meesterwerk van het post-sadisme.'